# سی. داگلاس باک

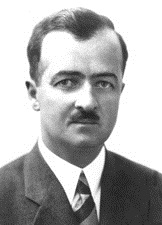
نگاره‌ای از سی. داگلاس باک - ۱۹۴۳

سی. داگلاس باک (به انگلیسی: C. Douglass Buck) سناتور سابق عضو حزب جمهوری‌خواه ایالات متحده آمریکا بود. او در سال ۱۹۴۳ تا ۱۹۴۹ میلادی سناتور ایالت دلاویر در سنای ایالات متحده آمریکا بود.